# UE Figueres
Unió Esportiva Figueres – hiszpański klub piłkarski z siedzibą w Figueres. 

## Historia
Unió Esportiva Figueres został założony 1919. W 1943 klub zadebiutował w rozgrywkach trzeciej ligi. Pobyt w Tercera División trwał tylko jeden sezon. W latach 1944–1986 klub występował w niższych klasach rozgrywkowych.w 1986 po raz pierwszy w swojej historii Figures awansowało do Segunda División. W drugiej lidze klub występował przez kolejne 7 sezonów do 1993. W 1992 klub zajął najwyższe w swojej historii trzecie miejsce w Segunda División, dzięki czemu awansował do baraży o Primera División. 
W barażach Figueres uległo Cádiz CF (0-2 na wyjeździe i 1-1 u siebie). W 2002 klub osiągnął największy sukces w swojej historii awansując do półfinału Pucharu Króla, gdzie uległ Deportivo La Coruna. 27 czerwca 2007 klub przeniesiono do Castelldefels i występuje po nowym szyldem UE Castelldefels. 
W sierpniu 2007 utworzono nowy klub - UE Figueres, który rozpoczął sezon w lidze Tercera Territorial, która jest dziewiątą, najniższą klasą rozgrywkową w Katalonii. W kolejnych latach Figueres sukcesywnie awansowało i obecnie występuje w lidze Primera Catalana, która jest piątą klasą rozgrywkową w Hiszpanii.

## Sukcesy
- 7 sezonów w Segunda División: 1986-1993.
- półfinał Pucharu Króla: 2002.

## Reprezentanci kraju grający w klubie
| - Francisco José Carrasco - Antonio Jiménez Sistachs - Luis Cembranos - Martín Domínguez - Justo Ruiz | - Marc Pujol - José Óscar Herrera - Martín Posse - Tab Ramos - Peter Vermes |

## Trenerzy klubu
| - Joan Segarra (1973-1974) - Joaquín Peiró (1988-1989) - Pichi Alonso (1992–1993) - Francisco López Alfaro (2003–2004) |